# Cnodalomyia catarinensis
Cnodalomyia catarinensis is een vliegensoort uit de familie van de roofvliegen (Asilidae). De wetenschappelijke naam van de soort is voor het eerst geldig gepubliceerd in 2008 door Lamas & Mellinger.